# Sainte-Tulle
Sainte-Tulle – miejscowość i gmina we Francji, w regionie Prowansja-Alpy-Lazurowe Wybrzeże, w departamencie Alpy Górnej Prowansji.

## Demografia
Według danych na rok 1990 gminę zamieszkiwało 2855 osób, a gęstość zaludnienia wynosiła 167 osób/km². W styczniu 2015 r. Sainte-Tulle zamieszkiwały 3524 osoby, przy gęstości zaludnienia wynoszącej 206,1 osób/km².